# Peridiniaceae

Peridiniaceae, familia de organismos unicelulares del orden de los Peridiniales de la superclase Dinoflagellata, clase Dinophyceae.
Género Diplopsalopsis
Género Dissodium
Género Ensiculifera
Género Heterocapsa
Género Oblea [cita requerida]
Género Peridiniella
Género Peridiniopsis
Género Peridinium
Género Protoperidinium
Género Scrippsiella
Género Zygabikodinium
- Datos: Q6072472
- Multimedia: Peridiniaceae / Q6072472
- Especies: Peridiniaceae